# Сенат Эсватини
Сенат Эсватини (англ. Senate of Eswatini) — верхняя палата парламента Эсватини. Сенат может обсуждать или принимать законопроекты, за исключением финансовых, которые сначала должны быть внесены в нижнюю Палату собрания.

## История
Сенат был создан в 1967 году, когда Законодательный совет Свазиленда был распущен, а двухпалатный законодательный орган был установлен в новой конституции.

## Конституция
В Конституции Эсватини установлен максимум в 31 членов Сената. В настоящее время их 30. Король Эсватини назначает 20, а остальные десять избираются Палатой собрания. Из них не менее 8 из 20 и не менее 5 из 10 должны быть женщинами. Однако, согласно базе данных Межпарламентского союза, в 2008 году было 12 женщин-сенаторов вместо предусмотренных минимума в 13 а в 2013 году их было всего десять.

## Выборы
Избрание проводится тайным голосованием по системе относительного большинства с одним победителем. Все сенаторы избираются на пятилетний срок. Сенатор должен быть не моложе 18 лет, быть гражданином, зарегистрированным избирателем и уплатившим все налоговые сборы. Не подходят под требования для сенатора: неплатежеспособные, душевнобольные, приговоренные к смертной казни или более чем на шесть месяцев тюремного заключения за преступление в Эсватини, являющиеся членами вооружённых сил страны, занимающие или исполняющие обязанности на государственной должности без предоставления отпуска для работы в Сенате, не имеющие права быть избирателем, признанные некомпетентными занимать государственную должность, связанным с компанией, имеющей государственный контракт, и не сообщившим о наличии такого контракта, занимающего или исполняющего обязанности на любой должности, связанной с проведением любых выборов или составлением любого избирательного списка.
В июле 2005 года новая конституция была одобрена парламентом и подписана королем Мсвати III. Первые выборы в соответствии с новой конституцией состоялись в сентябре 2008 года. Последние выборы состоялись в сентябре 2023 года. В 2013 году Гелане Зване был избран председателем Сената в третий раз подряд. Нгомуяйона Гамедзе был выбран заместителем председателя, также в третий раз подряд. Шесть из избранных королем сенаторов были членами его семьи.
В 2013 году Сенат запретил членам парламента разводиться во время пребывания в должности, чтобы не опозорить короля.